# Estrées-lès-Crécy
Estrées-lès-Crécy település Franciaországban, Somme megyében. Lakosainak száma 397 fő (2022. január 1.). Estrées-lès-Crécy Le Boisle, Brailly-Cornehotte, Crécy-en-Ponthieu, Dompierre-sur-Authie és Fontaine-sur-Maye községekkel határos.

## Népesség
A település népességének változása:
| Lakosok száma | 391  | 389  | 396  | 391  | 391  | 391  | 391  | 396  | 397  |
|               | 2013 | 2015 | 2016 | 2017 | 2018 | 2019 | 2020 | 2021 | 2022 |